# Raffaele De Rosa
Raffaele De Rosa (Nápoly, 1987. március 25. –) olasz motorversenyző.

## Karrierje
Raffaele De Rosa Nápolyban született 1987-ben. A MotoGP 125 köbcentiméteres géposztályába a 2004-es szezonban került be, a Honda versenyzőjeként, ám ekkor még csak egy versenyen indult, szabadkártyával. 2005-ben az Apriliához került, összesítésben a 23. helyen végzett. 2006-ban és 2007-ben, szintén az Apriliával, mindkétszer 16. lett. 2008-ban már a KTM színeiben versenyzett, és a szezon során egy pole-pozíciót is szerzett. A szezont végül a 18. helyen zárta.
2009-ben már a negyedliteresek között versenyzett, a Team Scot színeiben. Négy futam után ő volt a legjobb újonc a kategóriában, az összetett 5. helyén állt. A számos pontszerző pozícióját mindössze két kiesés árnyalta és a szezon végén, Ausztráliában és a 2010-es MotoGP valenciai nagydíjon a dobogóra is felállhatott, mindkétszer annak harmadik fokára. Az év eleji ötödik helyezést nem sokkal adta alább, a szezon végén 6. lett, és ő maradt a legjobb újonc is.
2010-re, amikor az újonnan életre hívott Moto2-es kategóriába került, a fejlődése megrekedt. A Tech 3 színeiben mindössze négyszer tudott pontot szerezni, legjobb eredménye egy portugáliai hatodik hely volt. Év végén nem volt maradása a csapatnál, 2011-ben már egyszer sem sikerült neki a pontszerzés.
2012-ben két sorozatban is versenyzett. Az évad számára a Superbike-világbajnokságon kezdődött, ahol a nyitóhétvégén nem sikerült pontszerző helyen célba érnie. Fél szezont eltöltött az eggyel kisebb Supersport-világbajnokságon is, tizenöt pontjával 24. lett. A következő két évben is itt maradt, azonban itt sem sikerült átütő sikereket elérnie és mindössze egyetlen dobogós helyezést szerzett, legjobb év végi eredményként pedig egy összetett 10. helyezést.
2015-ben a Superstock 1000-es kategóriában indult. Egy évvel később az Althea Racing Team BMW-jével állt fel a rajtrácsra és két győzelemmel az utolsó fordulóban megszerezte a bajnoki címet. Összesen 4 pont előnye lett az argentin Leandro Mercadóval szemben. 2017-re alakulata a Superbike-világbajnokságban indította a negyedik fordulótól kezdve, Markus Reiterberger helyetteseként.
A 2018-as kiírásra visszatért a Supersport-kategóriába. 2021. november 20-án a Oreac Racing VerdNatura alkalmazásában egy Kawasakival megszerezte első győzelmét esős körülmények között a vadonatúj, indonéziai Mandalika pályán. 2022 júliusában, 36 évesen a Donington Park-ban a Honda, az MV Agusta és a Kawasaki után, a negyedik különböző gyártóval, a Ducatival is pódiumot szerzett.

## Eredményei

### Teljes MotoGP-eredménylistája
(Táblázat értelmezése)

(Félkövér: pole-pozícióból indult; dőlt: leggyorsabb kört futott) 

| Év   | Géposztály | Motor    | 1      | 2      | 3      | 4      | 5      | 6      | 7      | 8      | 9      | 10     | 11     | 12     | 13     | 14     | 15     | 16     | 17     | Helyezés | Pont |
| ---- | ---------- | -------- | ------ | ------ | ------ | ------ | ------ | ------ | ------ | ------ | ------ | ------ | ------ | ------ | ------ | ------ | ------ | ------ | ------ | -------- | ---- |
| 2004 | 125 cm³    | Honda    | RSA    | SPA    | FRA    | ITA    | CAT    | NED    | BRA    | GER    | GBR 24 | CZE    | POR    | JPN    | QAT    | MAL    | AUS    | VAL    |        | HN       | 0    |
| 2005 | 125 cm³    | Aprilia  | SPA Ki | POR 24 | CHN 28 | FRA 20 | ITA 15 | CAT 22 | NED Ki | GBR 20 | GER 15 | CZE 17 | JPN 16 | MAL Ki | QAT 13 | AUS 11 | TUR Ki | VAL 13 |        | 23.      | 13   |
| 2006 | 125 cm³    | Aprilia  | SPA Ki | QAT 12 | TUR 24 | CHN 12 | FRA 6  | ITA 17 | CAT 12 | NED 10 | GBR Ki | GER 20 | CZE Ki | MAL Ki | AUS 7  | JPN Ki | POR 19 | VAL Ki |        | 16.      | 37   |
| 2007 | 125 cm³    | Aprilia  | QAT 4  | SPA Ki | TUR 4  | CHN 12 | FRA Ki | ITA 14 | CAT Ki | GBR 8  | NED 14 | GER Ki | CZE 18 | RSM 9  | POR 9  | JPN Ki | AUS Ki | MAL 28 | VAL Ki | 16.      | 56   |
| 2008 | 125 cm³    | KTM      | QAT Ki | SPA 11 | POR Ki | CHN 9  | FRA 9  | ITA 13 | CAT Ki | GBR 14 | NED 10 | GER Ki | CZE Ki | RSM Ki | IND 13 | JPN 12 | AUS Ki | MAL Ki | VAL Ki | 18.      | 37   |
| 2009 | 250 cm³    | Honda    | QAT 5  | JPN 12 | SPA 10 | FRA 6  | ITA 9  | CAT 9  | NED 10 | GER 9  | GBR 7  | CZE 6  | IND 11 | RSM 8  | POR Ki | AUS 3  | MAL Ki | VAL 3  |        | 6.       | 122  |
| 2010 | Moto2      | Tech 3   | QAT Ki | SPA 20 | FRA Ki | ITA Ki | GBR 28 | NED 27 | CAT 16 | GER Ki | CZE 15 | IND Ki | RSM 13 | ARA Ki | JPN 15 | MAL Ki | AUS 16 | POR 6  | VAL 24 | 27.      | 15   |
| 2011 | Moto2      | Moriwaki | QAT 30 | SPA 25 | POR 16 | FRA 19 | CAT    |        |        |        |        |        |        |        |        |        |        |        |        | HN       | 0    |
| 2011 | Moto2      | FTR      |        |        |        |        |        | GBR 21 | NED    |        |        |        |        |        |        |        |        |        |        | HN       | 0    |
| 2011 | Moto2      | Suter    |        |        |        |        |        |        |        | ITA Ki | GER    | CZE    | IND 23 | RSM 22 | ARA Ki | JPN Ki | AUS 20 | MAL Ki | VAL Ki | HN       | 0    |

### Teljes Superbike-világbajnokság eredménylistája
(Táblázat értelmezése)

(Félkövér: pole-pozícióból indult; dőlt: leggyorsabb kört futott) 

| Év   | Motor | 1      | 1      | 2   | 2   | 3   | 3   | 4      | 4      | 5      | 5      | 6      | 6      | 7      | 7     | 8      | 8      | 9      | 9      | 10     | 10     | 11     | 11     | 12     | 12     | 13     | 13     | 14  | 14  | Helyezés | Pont |
| Év   | Motor | V1     | V2     | V1  | V2  | V1  | V2  | V1     | V2     | V1     | V2     | V1     | V2     | V1     | V2    | V1     | V2     | V1     | V2     | V1     | V2     | V1     | V2     | V1     | V2     | V1     | V2     | V1  | V2  | Helyezés | Pont |
| ---- | ----- | ------ | ------ | --- | --- | --- | --- | ------ | ------ | ------ | ------ | ------ | ------ | ------ | ----- | ------ | ------ | ------ | ------ | ------ | ------ | ------ | ------ | ------ | ------ | ------ | ------ | --- | --- | -------- | ---- |
| 2012 | Honda | AUS Ki | AUS 17 | ITA | ITA | NED | NED | ITA    | ITA    | EUR    | EUR    | USA    | USA    | SMR    | SMR   | SPA    | SPA    | CZE    | CZE    | GBR    | GBR    | RUS    | RUS    | GER    | GER    | POR    | POR    | FRA | FRA | HN       | 0    |
| 2016 | BMW   | AUS    | AUS    | THA | THA | SPA | SPA | NED    | NED    | ITA    | ITA    | MAL    | MAL    | GBR    | GBR   | ITA    | ITA    | USA Ki | USA 11 | GER    | GER    | FRA    | FRA    | SPA    | SPA    | QAT 12 | QAT 9  |     |     | 21.      | 16   |
| 2017 | BMW   | AUS    | AUS    | THA | THA | SPA | SPA | NED 13 | NED 17 | ITA 14 | ITA 16 | GBR 15 | GBR 10 | ITA 10 | ITA 7 | USA 13 | USA Ki | GER Ki | GER 15 | POR 11 | POR Ki | FRA 13 | FRA 10 | SPA Ki | SPA 13 | QAT Ki | QAT 11 |     |     | 15.      | 53   |

### Teljes Supersport-világbajnokság eredménylistája
| Év   | Motor     | 1       | 2      | 3      | 4      | 5      | 6      | 7      | 8      | 9      | 10     | 11     | 12     | 13     | 14     | 15     | 16     | 17    | 18    | 19    | 20     | 21     | 22     | 23    | 24    | Helyezés | Pont |
| ---- | --------- | ------- | ------ | ------ | ------ | ------ | ------ | ------ | ------ | ------ | ------ | ------ | ------ | ------ | ------ | ------ | ------ | ----- | ----- | ----- | ------ | ------ | ------ | ----- | ----- | -------- | ---- |
| 2012 | Honda     | AUS     | ITA    | NED    | ITA 10 | EUR Ki | SMR 11 | SPA 13 | CZE 16 | GBR 15 | RUS    | GER    | POR    | FRA    |        |        |        |       |       |       |        |        |        |       |       | 24.      | 15   |
| 2013 | Honda     | AUS Ki  | SPA Ki | NED 17 | ITA 15 | GBR 13 | POR 9  | ITA 11 | RUS T  | GBR Ki | GER 14 | TUR 13 | FRA 12 | SPA 21 |        |        |        |       |       |       |        |        |        |       |       | 19.      | 25   |
| 2014 | Honda     | AUS 3   | SPA 6  | NED 8  | ITA 12 | GBR 9  | MAL 7  | SMR 20 | POR 4  | SPA Ki | FRA    | QAT 13 |        |        |        |        |        |       |       |       |        |        |        |       |       | 10.      | 70   |
| 2018 | MV Agusta | AUS 6   | THA 7  | SPA Ki | NED 3  | ITA 3  | GBR 3  | CZE 3  | ITA 2  | POR 4  | FRA 7  | ARG Ki | QAT 8  |        |        |        |        |       |       |       |        |        |        |       |       | 6.       | 133  |
| 2019 | MV Agusta | AUS 18  | THA 5  | SPA 2  | NED Ki | ITA 3  | SPA 5  | ITA Ki | GBR 5  | POR Ki | FRA 4  | ARG 6  | QAT 7  |        |        |        |        |       |       |       |        |        |        |       |       | 6.       | 101  |
| 2020 | MV Agusta | AUS Kiz | SPA 5  | SPA 5  | POR 3  | POR 12 | SPA 4  | SPA 3  | SPA 2  | SPA Ki | SPA 14 | SPA 4  | FRA 4  | FRA Ki | POR Ki | POR 3  |        |       |       |       |        |        |        |       |       | 6.       | 135  |
| 2021 | Kawasaki  | SPA 9   | SPA 2  | POR 6  | POR Ki | ITA Ki | ITA 7  | NED Ki | NED Ki | CZE 12 | CZE 10 | SPA Ki | SPA 9  | FRA 9  | FRA 9  | SPA 3  | SPA 2  | SPA T | SPA 7 | POR 4 | POR 14 | ARG Ki | ARG Ki | INA 1 | INA 5 | 7.       | 173  |
| 2022 | Ducati    | SPA 16  | SPA 9  | NED 9  | NED 15 | POR 22 | POR 20 | ITA 22 | ITA 10 | GBR 3  | GBR 6  | CZE Ki | CZE 20 | FRA 12 | FRA 14 | SPA 12 | SPA Ki | POR 6 | POR 2 | ARG   | ARG    | INA    | INA    | AUS   | AUS   | 12.*     | 87*  |

* A szezon jelenleg is zajlik.

### Teljes Superstock 1000-es eredménylistája
| Év   | Motor  | 1     | 2     | 3      | 4     | 5      | 6      | 7     | 8     | Helyezés | Pont |
| ---- | ------ | ----- | ----- | ------ | ----- | ------ | ------ | ----- | ----- | -------- | ---- |
| 2015 | Ducati | SPA 4 | NED 2 | ITA Ki | GBR 3 | POR 3  | ITA 2  | SPA 2 | FRA 3 | 3.       | 121  |
| 2016 | BMW    | SPA 3 | NED 1 | ITA 3  | GBR 1 | ITA 19 | GER 10 | FRA 3 | SPA 5 | 1.       | 115  |

## Külső hivatkozások
- Profil a Gazzetta honlapján